# Angel of Darkness
Angel of Darkness (Injû Kyôshi en japonés) es una serie japonesa OVA (anime comercializado directamente para vídeo), del género hentai, en cuatro capítulos y dirigida por Kanenari Tokiwa. Se comercializó en 1994 en dos volúmenes que contenían dos capítulos cada una.

## Angel of Darknessen imagen real
Posterior al anime, se realizó una serie de cinco películas con actores reales con el mismo título y que se comercializó en los formatos DVD y VHS. Los cinco capítulos salieron entre 1995 y 1996, con una duración cada uno de entre 74 y 76 minutos, pero la distribuidora Right Stuf International comercializó los cinco capítulos juntos en 2002 con una duración total de 6 horas y 2 minutos.
El director de los dos primeros capítulos es Atsushi Shimizu, y el de los tres últimos es Mitsunori Hattori.
La historia gira en torno a la invasión del demonio en el campus de estudiantes de Shibuya, y en los sucesivos capítulos extenderán sus tentáculos a otros campus, sobre las inocentes estudiantes.
Las escenas de sexo se producen a través de la imagen del demonio con tentáculos, que es una forma de saltarse el tabú japonés de la imagen del pene. Esta idea es muy común en el hentai japonés, pero junto a Urotsukidoji, la serie de Angel of Darkness fueron de las primeras.